# Resina

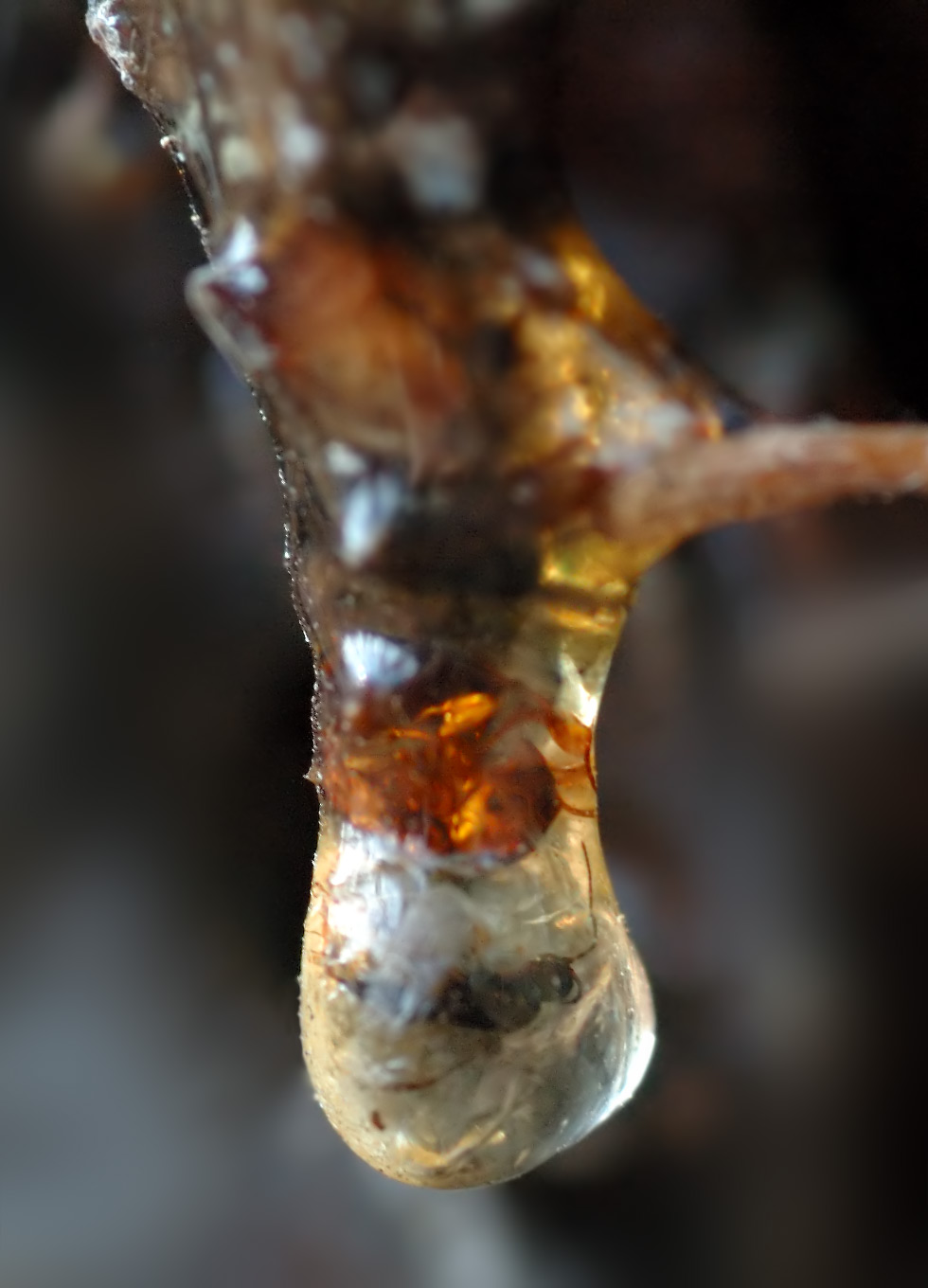
Resina englobando a un insecto.

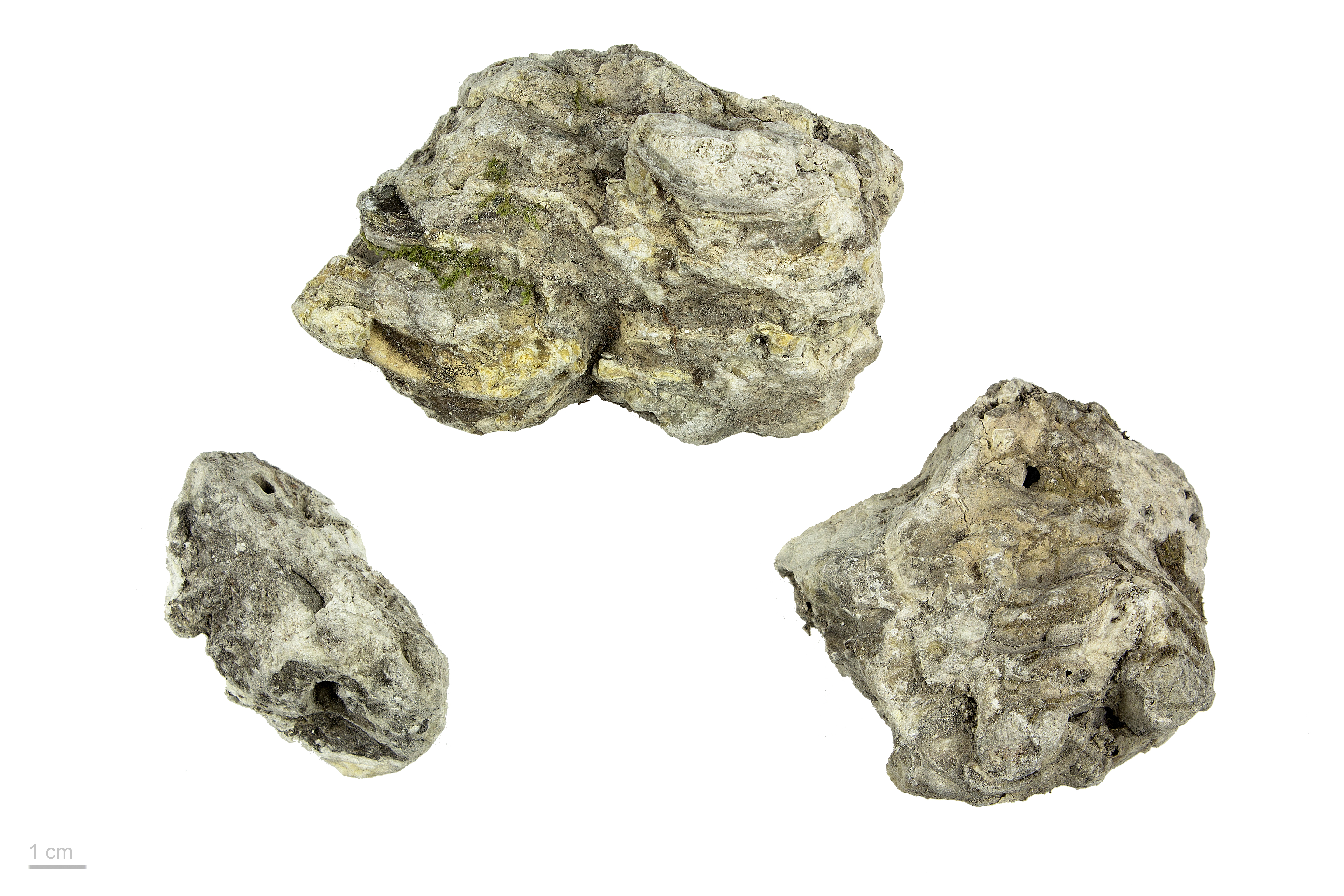
Protium Sp. - MHNT

La resina es una secreción orgánica que producen muchas plantas, particularmente los árboles del tipo conífera. Sirve como un recubrimiento natural de defensa contra insectos u organismos patógenos. Es muy valorada por sus propiedades químicas y sus usos asociados, como por ejemplo la producción de barnices, adhesivos y aditivos alimenticios. También es un constituyente habitual de perfumes o incienso.
En muchos países, entre ellos España, es frecuente referirse como "resina" a la "resina de pino" ya que esta conífera es su principal fuente.

## Definiciones
No existe acuerdo en la denominación de la resina y sus derivados. En este artículo se utilizará la aceptada por la Academia de la Lengua Española. Cuando pueda dar origen a confusión se incluyen los sinónimos utilizados con más frecuencia.
- Resina: Es una sustancia sólida o de consistencia pastosa, insoluble en el agua, soluble en el alcohol y en los aceites esenciales, y capaz de solidificar en contacto con el aire, obtenida naturalmente como producto que fluye de varias plantas.
- Trementina: Es un jugo casi líquido, pegajoso, odorífero y de sabor picante, que fluye de los pinos, abetos, alerces y terebintos. Se emplea principalmente como disolvente en la industria de pinturas y barnices.

También se conoce como miera y algunas veces como resina.
- Aguarrás: Aceite volátil de trementina, usado principalmente como disolvente de pinturas y barnices. También se lo conoce como trementina o esencia de trementina.

- Colofonia: Resina sólida, producto de la destilación de la trementina, empleada en farmacia y para otros usos. A veces se utiliza el término resina para nombrar a este producto sólido.

- Pez (femenino): Sustancia resinosa, sólida, lustrosa, quebradiza y de color pardo amarillento, que se obtiene echando en agua fría el residuo que deja la trementina al acabar de sacarle el aguarrás. Es una colofonia más o menos impurificada.

- Cera de Campeche: Adhesivo natural creado por la Melipona beecheii, especie americana de abeja sin aguijón que los mayas llamaban Xunán kab, y que obtiene de la mezcla de resina de los árboles con barro y propóleos.

En el término se incluyen también sustancias sintéticas con propiedades similares a las resinas naturales. De esta forma las resinas se dividen en: resinas naturales y resinas sintéticas.

### Resinas naturales

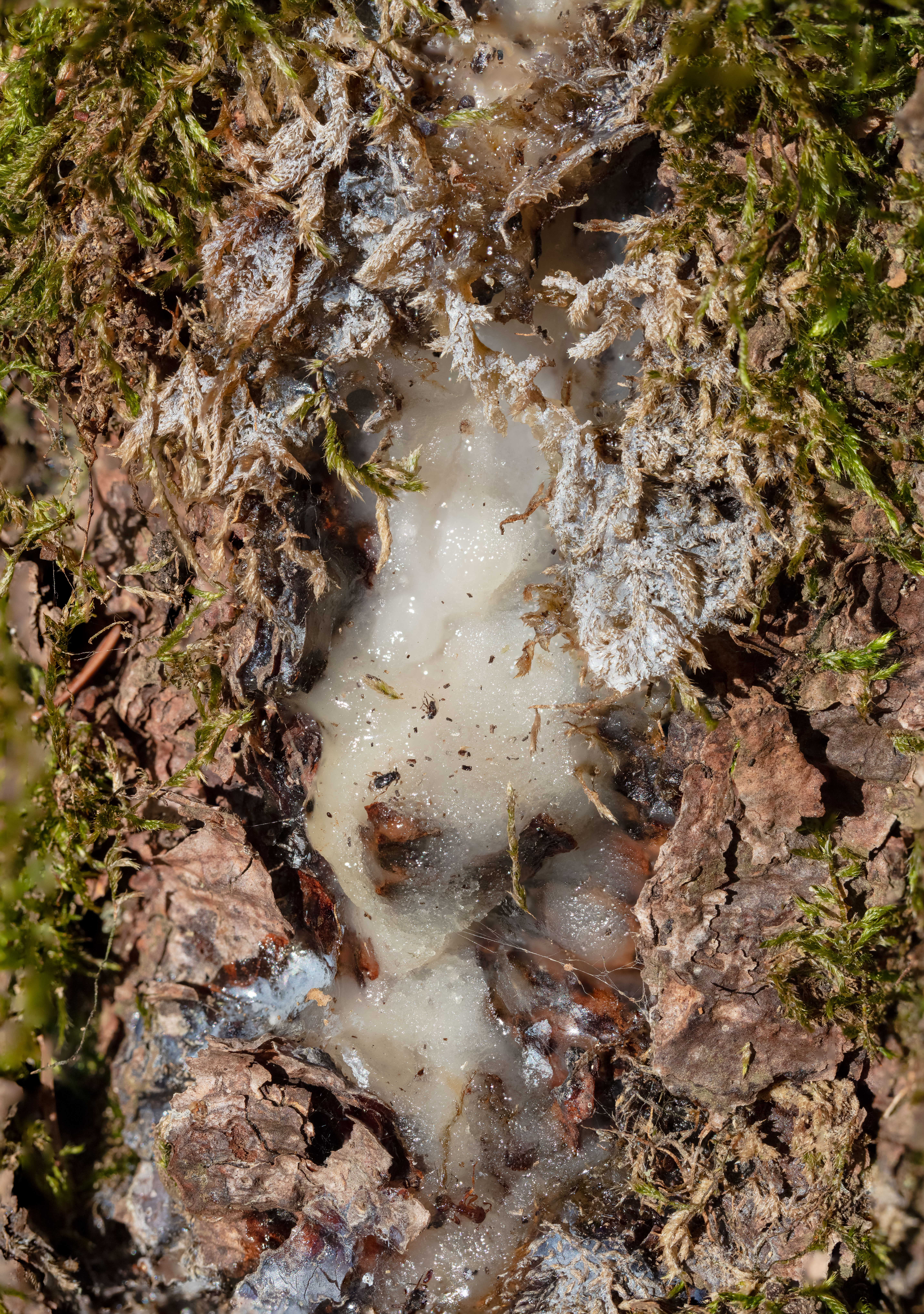
Detalle

- Ámbar
- Resina verdadera
- Gomorresinas
- Oleorresinas
- Bálsamos
- Lactorresinas

### Resinas sintéticas

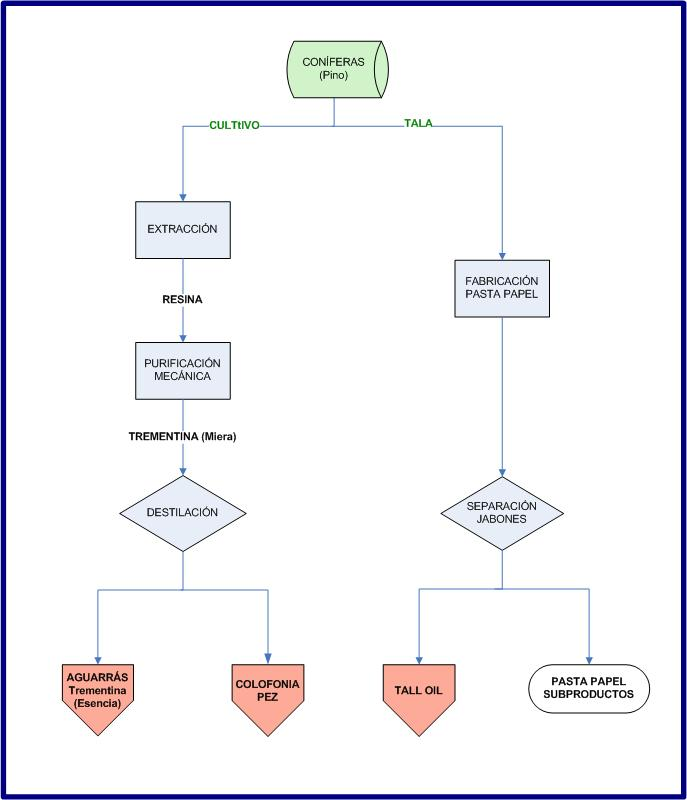

- Poliéster
- Poliuretano
- Resina epoxi
- Acrílicos
- Viniléster

- Composites

## Composición
La resina es una mezcla compleja de terpenos, ácidos resínicos, ácidos grasos y otros componentes complejos: alcoholes, ésteres...
La proporción de cada componente es función de la especie arbórea y el origen geográfico. Los valores típicos son:
60-75 % de ácidos resínicos.
10-15 % de terpenos.
5-10 % de sustancias varias y agua.
Por destilación a presión ambiente, es posible separar dos fracciones:
60 - 75 % de Colofonia.
15 - 25 % de aguarrás y agua.

## Resinero

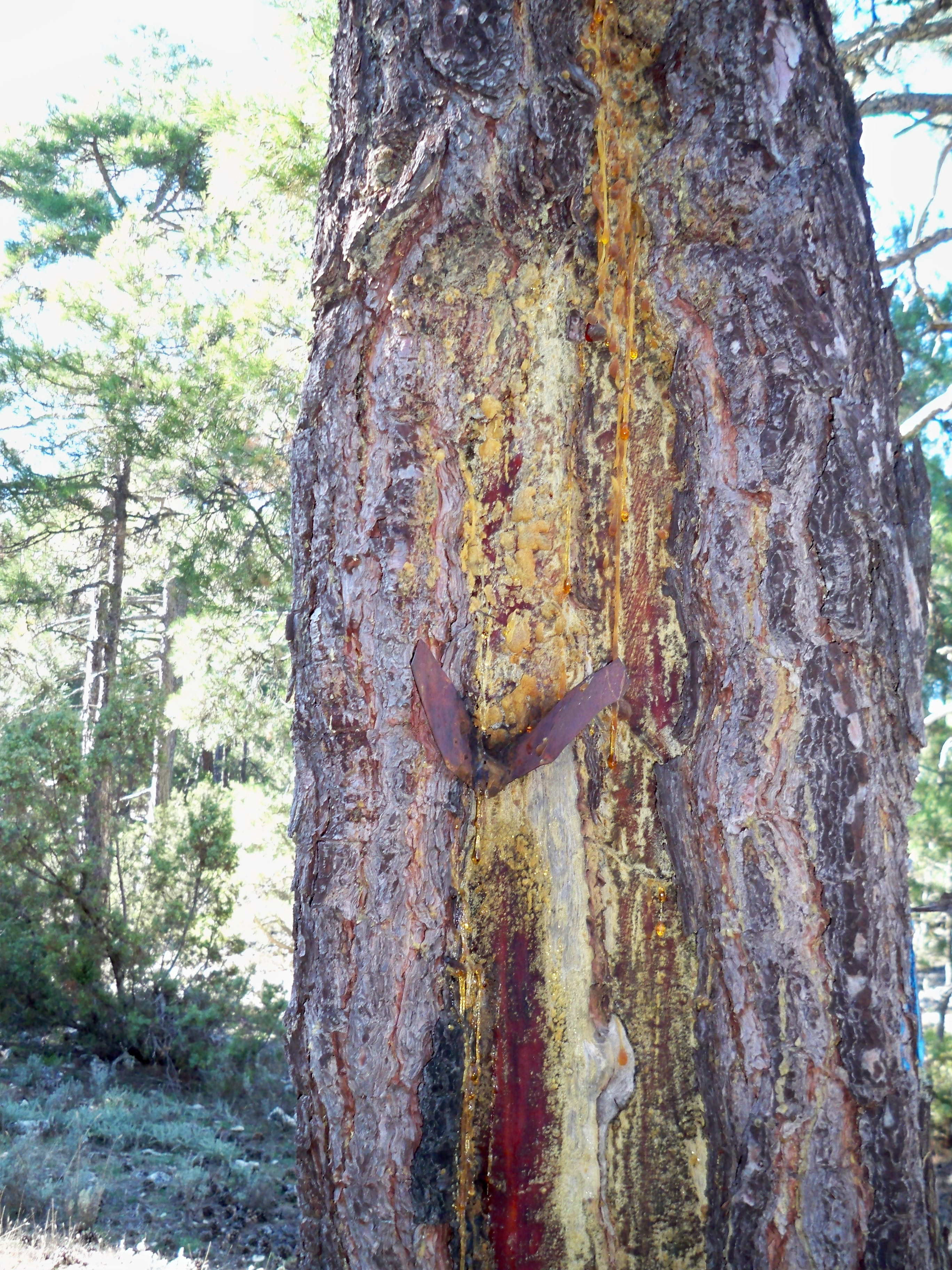
Tronco de pino resinero en los montes de Molinicos (Albacete).

El oficio de resinero era muy común entre los pueblos de montaña durante gran parte del siglo pasado. De los extensos pinares se extraía la resina, que era vendida a buen precio en el mercado, puesto que su utilización en la industria era muy variada. Las nuevas técnicas de producción, y los nuevos materiales, han relegado este oficio al olvido.
En España, la provincia de Segovia, por estar encuadrada dentro de la comarca Tierra de Pinares, ha sido la mayor productora de resina. Se destaca la villa de Cuéllar, cuya alta producción permitía el abastecimiento de parte de Castilla y Andalucía. En el año 1958, la imagen de la Virgen del Henar, patrona de la Comunidad de Villa y Tierra de Cuéllar, fue proclamada patrona de los resineros de España por el sumo pontífice Pío XII. Otro importante foco de producción en la provincia fue la villa de Coca. Ambas volvieron a restablecer la industria en la zona en el siglo XXI.
En Molinicos (Albacete) la industria resinera extraía grandes cantidades de este material de los extensos pinares existentes en el municipio. Aún hoy podemos observar la huella de esta industria en los troncos de los pinos.